# Ken Jones (calciatore)
Kenneth Jones, detto Ken (Aberdare, 2 gennaio 1936 – Stoke-on-Trent, 18 gennaio 2013), è stato un calciatore gallese, di ruolo portiere.